# Жанаталап (Росія)
Жанатала́п (рос. Жанаталап) — село у складі Біляєвського району Оренбурзької області, Росія.

## Населення
Населення — 365 осіб (2010; 393 у 2002).
Національний склад (станом на 2002 рік):
- казахи — 71 %